# Saint Lucia na Mistrzostwach Świata w Lekkoatletyce 2022
Saint Lucia na Mistrzostwach Świata w Lekkoatletyce 2022 – reprezentacja Saint Lucia podczas mistrzostw świata w Eugene liczyła jedną zawodniczkę, która nie zdobyła medalu.

## Skład reprezentacji

### Kobiety
| Zawodniczka   | Konkurencja   | Eliminacje | Eliminacje | Półfinał | Półfinał | Finał | Finał   | Źródło      |
| Zawodniczka   | Konkurencja   | Wynik      | Pozycja    | Wynik    | Pozycja  | Wynik | Pozycja | Źródło      |
| ------------- | ------------- | ---------- | ---------- | -------- | -------- | ----- | ------- | ----------- |
| Julien Alfred | bieg na 100 m | 11.05      | 10. Q      | DSQ      | DSQ      | NQ    | NQ      | [ 1 ] [ 2 ] |